# Narses (poeta)
Narses (Narseh ou Narsai, 410-502) foi um dos principais poetas teólogos siríacos, talvez na altura de Jacó de Batnas e Efrém da Síria. Ele é o escritor mais importante da Igreja do Oriente, onde é conhecido como Harpa do Espírito. Apesar de muitos de seus trabalhos terem sido perdidos, cerca de 80 mêmrê existem hoje.[carece de fontes?]

## Nome
Narses é a forma helenizada e latinizada do nome. Em armênio, ocorre como Nerses. A atestação mais antiga do nome ocorre nos Feitos do Divino Sapor, uma inscrição trilíngue do reinado do xainxá sassânida Sapor I (r. 240–270). Em parta é registrado como Narsēs e em pálavi como Narsē. O nome deriva do avéstico Nairyō saŋha-, que literalmente significa "o de muitos discursos", ou seja, o mensageiro divino.

## Vida
Narses nasceu em Aim Dulba (ܥܝܢ ܕܘܠܒܐ) no distrito de Maalta (ܡܥܠܬܐ) no Império Sassânida. Órfão desde tenra idade, foi criado por seu tio, que foi chefe do mosteiro de Cfar Mari (ܕܝܪܐ ܕܟܦܪ ܡܪܝ) perto de Bete Zabdai (ܒܝܬ ܙܒܕܝ). Narses tornou-se aluno da Escola de Edessa onde estudou em gregos temas bíblicos e teológicos, chegando a se tornar reitor da escola (437-459). Apoiante da doutrina Antioquiana clássica conforme proposta por Teodoro de Mopsuéstia, após a morte do bispo Ibas de Edessa (defensor do legado de Teodoro), Narses e seus colegas foram expulsos da cidade. Com a ajuda de seu amigo Barsauma, que foi bispo de Nísibis, Narses restabeleceu a Escola de Nísibis onde permaneceu como reitor por 50 anos. Narses faleceu em 502.
Narses produziu obras tanto em prosa como em verso. Entre os temas trabalhados estão questões bíblicas, teológicas, litúrgicas e morais. Suas obras compreendem comentários acerca da Bíblia, Santo Sacrifício da Missa e Batismo, um livro sobre corrupção dos costumes, poemas de consolo, exposições, cânticos, hinos, sermões e instruções. O escritor siríaco Abdicho de Nísibis sugere que Narses escreveu 360 mêmrê em doze volumes. De sua obra pouco resta.